# Little Gidding
Little Gidding – wieś w Anglii, w hrabstwie Cambridgeshire, w dystrykcie Huntingdonshire. Leży 39 km na północny zachód od miasta Cambridge i 103 km na północ od Londynu.